# Оляны (Ошмянский район)
Оляны (бел. Аля́ны) — деревня в Ошмянском районе Гродненской области Белоруссии. Входит в состав Борунского сельсовета.

## География
Ближайшие населённые пункты Гиргеляны, Федевичи, Черкасы и др.

## История

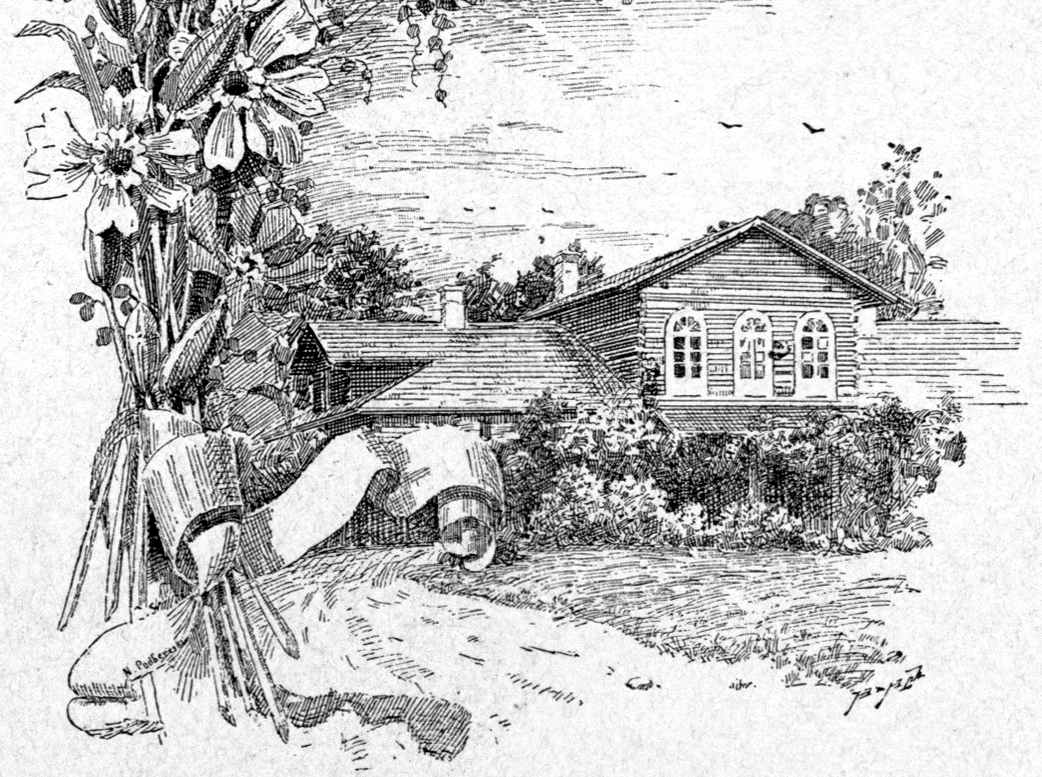
Оляны, усадьба Вежинских, рисунок 1896 г.

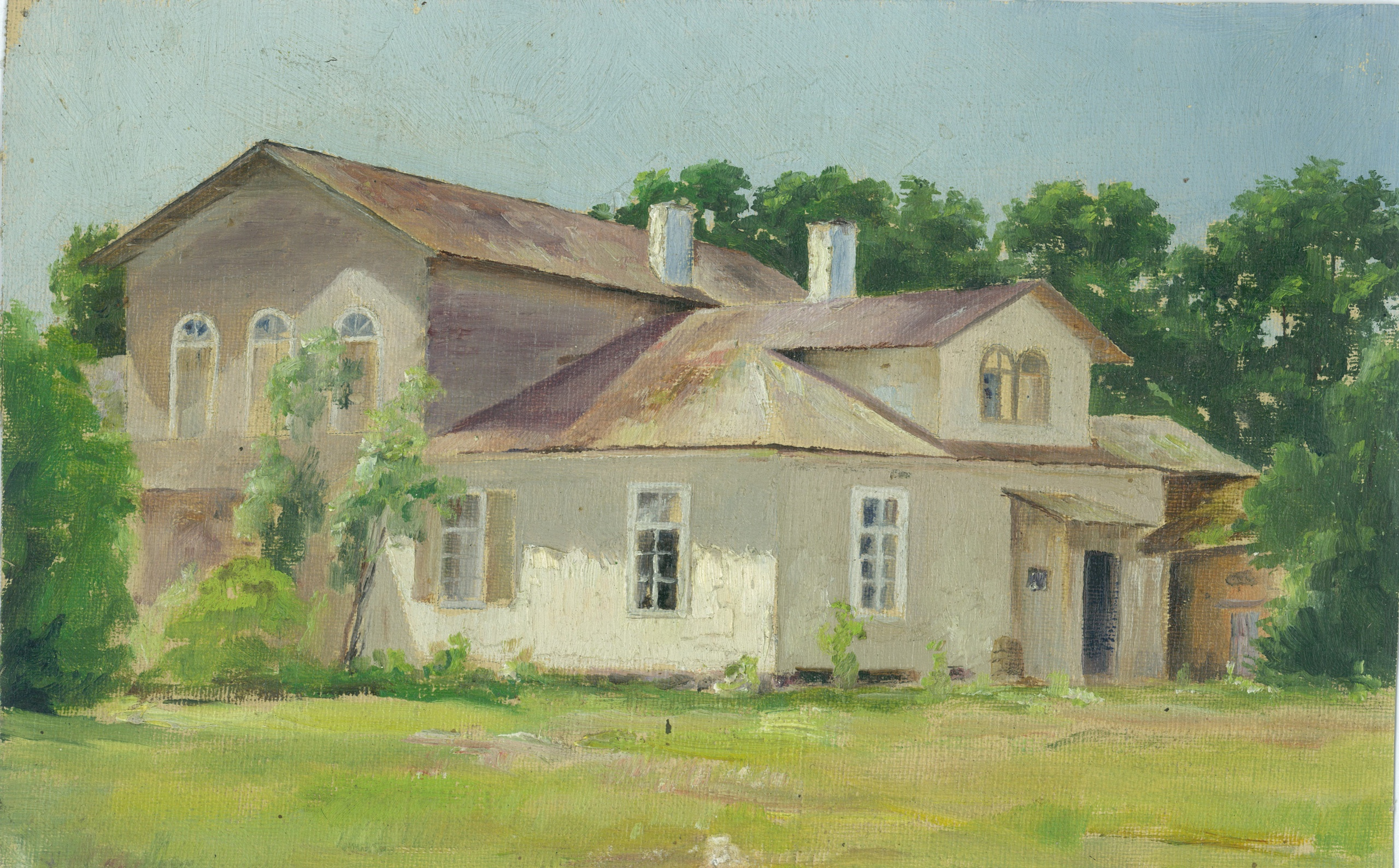
Оляны. Усадьба Вежинских (V. Mieškuć, 1921—1939)

В 1569 году деревня упоминается как королевская собственность в Ошмянском старостве Виленского воеводства Великого Княжества Литовского.
В 1782 году здесь, во владении ошмянской судьевны Вежинской, была «вознесена» часовня, но спустя полвека она уже не действовала.
Когда после подавления восстания 1831 г. пан Порфирий Вежинский был сослан в Сибирь, он дал обет построить, а точнее — возродить, в своем имении часовню, когда вернется на родину. Произошло это только через 25 лет, но обещание свое пан Вежинский выполнил. Так на местном кладбище появилась каменная часовня в стиле классицизм. В оленском дворце Вежинских издавна находилась копия иконы Матери Божьей Борунской, по легенде, когда царские власти решили закрыть борунский монастырь, Вежинские заменили оригинал на копию. В 1926 г. икона была возвращена в костел, в 1927 г. реставрирована виленской художницей Г. Шрамовной.
Часовня сначала была приписана к Ошмянскому приходу, но после восстания 1863 г. она была закрыта и оставлена. «За польским временем» часовня возродилась и принадлежала к борунскому приходу. Сейчас она находится в разрушенном состоянии.
В 1905 году в Ошмянском уезде Куцевичской волости Виленской губернии.
До 2 декабря 1961 года деревня входила в состав Повежинского сельсовета, до 17 января 1969 года — в состав Куцевичского сельсовета.

## Население

### Численность
- 2009 год — 9 человек

### Динамика
- 2009 год — 9 человек (перепись населения)[2]

## Достопримечательность
Часовня возведена из бутового камня с оштукатуренными вставками из кирпича. Представляет собой оштукатуренный изнутри зальный объём со слабо выраженным трансептом, его торцы — как главный, так и алтарный фасады — завершались треугольными фронтонами. Композицию часовни увенчивала, возможно, только сигнатурка. Под часовней сделан погреб-усыпальница.